# جایی در دوردست
جایی در دور دست فیلمی به کارگردانی و نویسندگی خسرو معصومی ساختهٔ سال ۱۳۸۴ است.
 این فیلم در سال ۲۰۰۶ برندهٔ جایزهٔ بهترین کارگردان جشنوارهٔ بین‌المللی فیلم قاهره شد.

## بازیگران
- محمدهادی دیباجی
- مرضیه خوشی تراش
- عباس امیری مقدم
- مهران رجبی
- مسیح میرحسینی
- نورالدین اعلمی
- بهزاد شاهنده
- حسین شیدایی
- مهدی رحیمیان
- احمد احمدپور
- امیر شکرگزار
- اکبر رحیمی
- دانیال سرجی
- رشید بابازاده
- پرویز حسین‌زاده